# Olaus Rudelius
Olaus Rudelius, född 1645 i Järeda församling, Kalmar län, död 24 juli 1712 i Å församling, Östergötlands län, var en svensk präst.

## Biografi
Olaus Rudelius föddes 1645 i Järeda församling. Han var son till bonden Nils Eriksson och Karin Birgersdotter på Högruda. Rudelius blev 1677 kollega vid Västerviks trivialskola och prästvigd€s 26 oktober 1677 till huspredikant på Kurumsnäs. År 1682 blev han komminister i Tjärstads församling och 1696 kyrkoherde i Å församling. Rudelius avled 1712 i Å församling och begravdes 16 september samma år. Hans epitafium sattes upp i Å kyrka.

### Familj
Rudelius gifte sig första gången 1682 med Catharina Heland (1645–1710). Hon var dotter till regementsskrivaren Erik Andersson vid Östgöta infanteriregemente och Karin Zander. De fick tillsammans dottern Catharina Rudelius som var gift med predikobiträdet N. Lindelius i Östra Ny församling.
Rudelius gifte sig andra gången 16 februari 1711 med Catharina Enberg (1673–1749). Hon var dotter till brukspredikanten på Gusums bruk.